# NGC 7381
NGC 7381 é uma galáxia espiral (Scd) localizada na direcção da constelação de Aquarius. Possui uma declinação de -19° 43' 29" e uma ascensão recta de 22 horas, 50 minutos e 08,1 segundos.
A galáxia NGC 7381 foi descoberta em 1886 por Frank Leavenworth.